# Слайд китара
Слайд китарата е метод или техника за свирене на китара. Понятието слайд идва от приплъзващото движение на специалния пръстен („слайда“) по струните, но това може да бъде също бутилка или нож. За разлика от обичайния начин за променяне на височината на тона чрез притискате на струната към прагчето при използването на слайд се той се поставя върху струните и чрез приплъзването му се променя вибриращата дължина от струната и респективно височината на тона. При свиренето слайда може се движи без да се повдига от струните и това произвежда плавна промяна на тона и широко експресивно вибрато. Слайд често се използва при свиренето на дидли лък.
Слайд китара най-често се свири (при китарист – десняк)
- С китарата в нормална позиция с използване на слайд, поставен на някой от пръстите на лявата ръка.
- С китарата хоризонтално по гръб с използването на слайда държан с ръка над прагчетата и с пръсти насочени навън от тялото на изпълнителя. Това е известно още като „лап стийл китара“. Тази техника се използва и при свирене на педална лап стийл китара и Добро резонаторна китара, използвани например в блуграс музиката.